# Селсіг
Селсіг (рум. Sălsig) — комуна у повіті Марамуреш в Румунії. До складу комуни входить єдине село Селсіг.
Комуна розташована на відстані 404 км на північний захід від Бухареста, 26 км на південний захід від Бая-Маре, 85 км на північ від Клуж-Напоки.

## Населення
За даними перепису населення 2002 року у комуні проживали 3176 осіб.
Національний склад населення комуни:
| Національність | Кількість осіб | Відсоток |
| -------------- | -------------- | -------- |
| румуни         | 3025           | 95,2%    |
| цигани         | 136            | 4,3%     |
| угорці         | 13             | 0,4%     |
| українці       | 2              | 0,1%     |

Рідною мовою назвали:
| Мова       | Кількість осіб | Відсоток |
| ---------- | -------------- | -------- |
| румунська  | 3078           | 96,9%    |
| циганська  | 88             | 2,8%     |
| угорська   | 8              | 0,3%     |
| українська | 2              | 0,1%     |

Склад населення комуни за віросповіданням:
| Релігія            | Кількість осіб | Відсоток |
| ------------------ | -------------- | -------- |
| православні        | 2613           | 82,3%    |
| п'ятдесятники      | 358            | 11,3%    |
| греко-католики     | 87             | 2,7%     |
| баптисти           | 34             | 1,1%     |
| не релігійні       | 9              | 0,3%     |
| римо-католики      | 6              | 0,2%     |
| адвентисти         | 4              | 0,1%     |
| реформати          | 2              | 0,1%     |
| бретрени           | 1              | < 0,1%   |
| не вказали релігію | 6              | 0,2%     |

## Зовнішні посилання
- Дані про комуну Селсіг на сайті Ghidul Primăriilor [Архівовано 28 червня 2008 у Wayback Machine.]